# Zebe (vliesvleugelige)
Zebe is een geslacht van vliesvleugeligen uit de familie Pteromalidae. De wetenschappelijke naam van dit geslacht is voor het eerst geldig gepubliceerd in 2005 door La Salle.

## Soorten
Het geslacht Zebe omvat de volgende soorten:
- Zebe cornutus La Salle, 2005
- Zebe darlingi Mitroiu, 2011
- Zebe tabiwah Mitroiu & Darling, 2011